# Microstoria (groupe)
Pour les articles homonymes, voir Microstoria.
Microstoria est un groupe allemand de musique électronique expérimentale, originaire de Düsseldorf, actif entre 1994 et 2002.

## Histoire
Microstoria est formé en 1994 par Markus Popp (d'Oval) et Jan St. Werner (de Mouse on Mars). Leur premier album studio, Init Ding sort en 1995, en Europe sur le label Mille Plateaux et est réédité en Amérique sur Thrill Jockey. Trois autres projets suivent sur les deux labels, et le duo continue à travailler ensemble jusqu'en 2002 avec la sortie de leurs derniers albums en date Invisible Architecture 3 et Improvisers. Selon Popp, par rapport à Oval, « Microstoria se concentre beaucoup plus sur l'aspect ludique de l'approche globale », incorporant des sons plus chauds,.

## Discographie

### Albums studio
- 1995 : Init Ding (Mille Plateaux)
- 1996 : snd (Mille Plateaux)
- 1997 : Reprovisers (Mille Plateaux)
- 1997 : Sn_Ding (compilation, Tokuma Japan Communications)
- 2000 : Model 3, Step 2 (Thrill Jockey)
- 2000 : Improvisers (Sonig)
- 2002 : Invisible Architecture #3 (Audiosphere)

### EP
- 1997 : Reprovisers (série de 3 EP, Thrill Jockey)
- 2002 : Invisible Architecture #3 (Audiosphere)